# Schleppzugschleuse

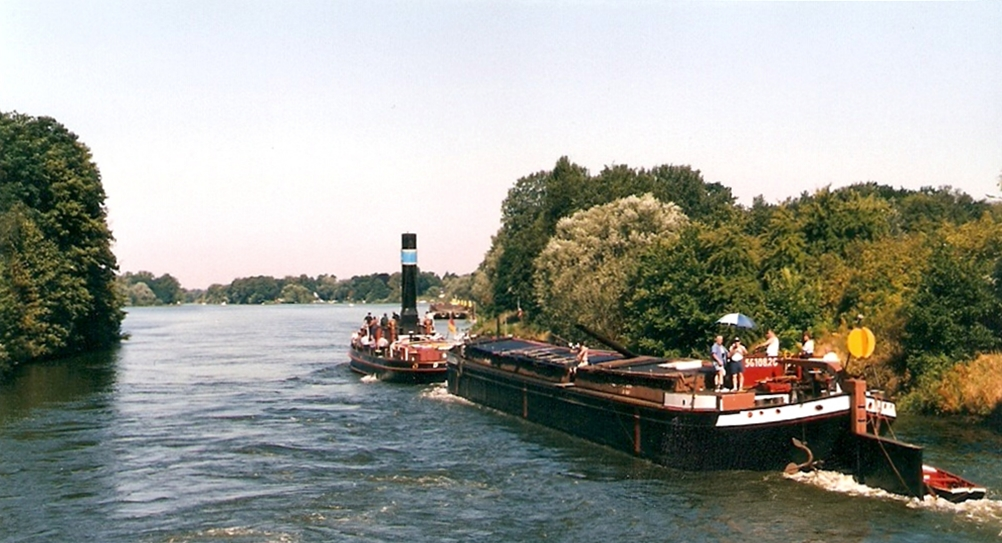
Kleiner Schleppzug mit Dampfschlepper und einem Kahn

Schleppzugschleuse war früher die Bezeichnung für eine Schleuse mit großer Schleusenkammer, die für Schleppzüge konzipiert war. Ein Schleppzug bestand aus einem Schlepper und mehreren unmotorisierten Schleppkähnen, die mit Hilfe von Trossen vom Schlepper gezogen wurden. Durch die größere Schleusenkammer sollte das zeitraubende Entkoppeln und anschließende Zusammenführen eines Schleppzugs möglichst eingespart oder wenigstens minimiert werden. Begrifflich wurden Schleppzugschleusen bis in die 1940er Jahre gebaut, da sich nach dem Zweiten Weltkrieg die Selbstfahrer mit eigenem Motor immer mehr durchsetzten. Durch das Anwachsen der Schiffsgrößen und besonders durch die Schubschifffahrt gewannen die alten, langen Schleusen wieder an Bedeutung. Als neu gebaute Großschifffahrtsschleusen besitzen sie Schleusenkammerlängen von mindestens 140 m (Großmotorgüterschiff) bzw. 185 m (Schubverband 2-gliedrig).

## Hintergrund

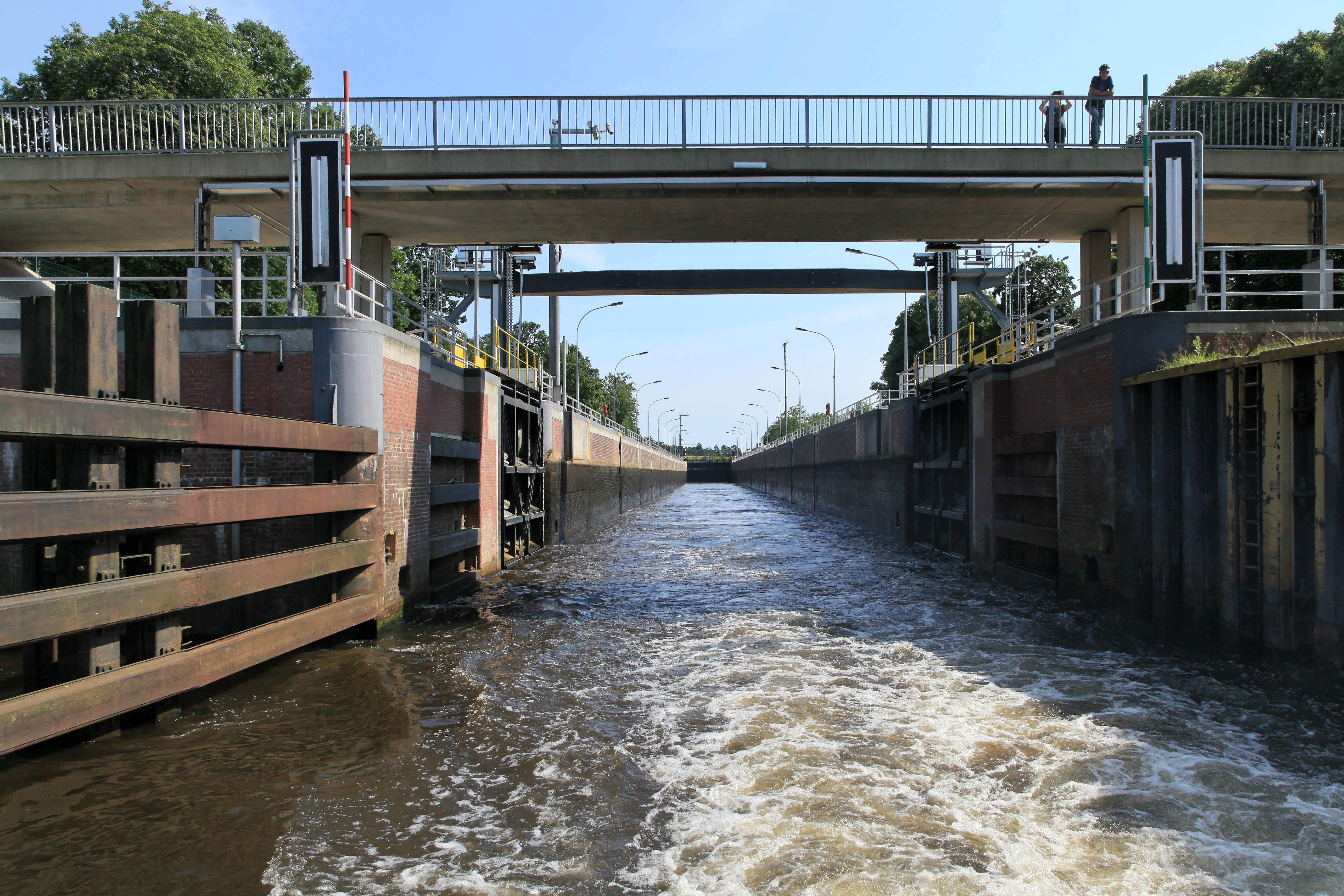
Ausfahrt an der Schleppzugschleuse Hüntel

Die im 19. Jahrhundert entstandene Kettenschifffahrt mit Dampfantrieb war die Ablösung der Treidelschifffahrt. Durch Schleppzüge konnte der Transport über Wasserwege wirtschaftlicher und mit den Kettenschleppern deutlich schneller abgewickelt werden. Die geringe Tauchtiefe der Kettenschlepper von nur 50 Zentimeter machte es möglich, auch die Nebenflüsse der deutschen Ströme mit Schleppzügen zu befahren. Jedoch war der Unterhalt und die Erneuerung der Ketten aufwendig und der Begegnungsverkehr 'auf der Kette' umständlich. Schließlich bereitete der Ausbau der Gewässer mit Staustufen der Kettenschifffahrt ein Ende. Sie wurden ersetzt durch die frei fahrenden Raddampfschlepper und ab dem Beginn des 20. Jahrhunderts vermehrt durch Schlepper mit Propellerantrieb. Schleppzüge waren in der Zeit auf allen großen Strömen und ihren Nebenflüssen anzutreffen.

## Abmessungen

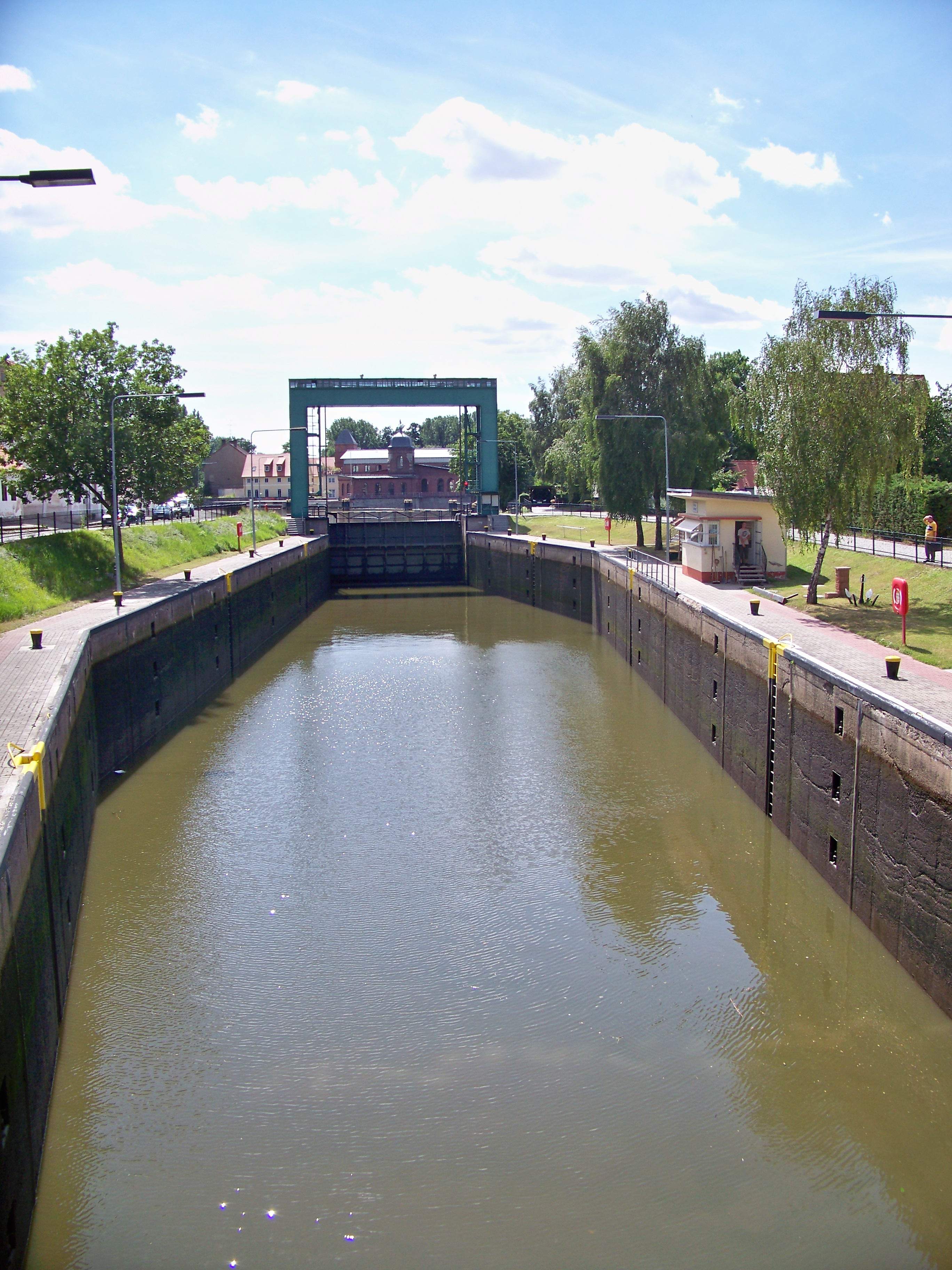
Schleppzugschleuse Bernburg an der Saale

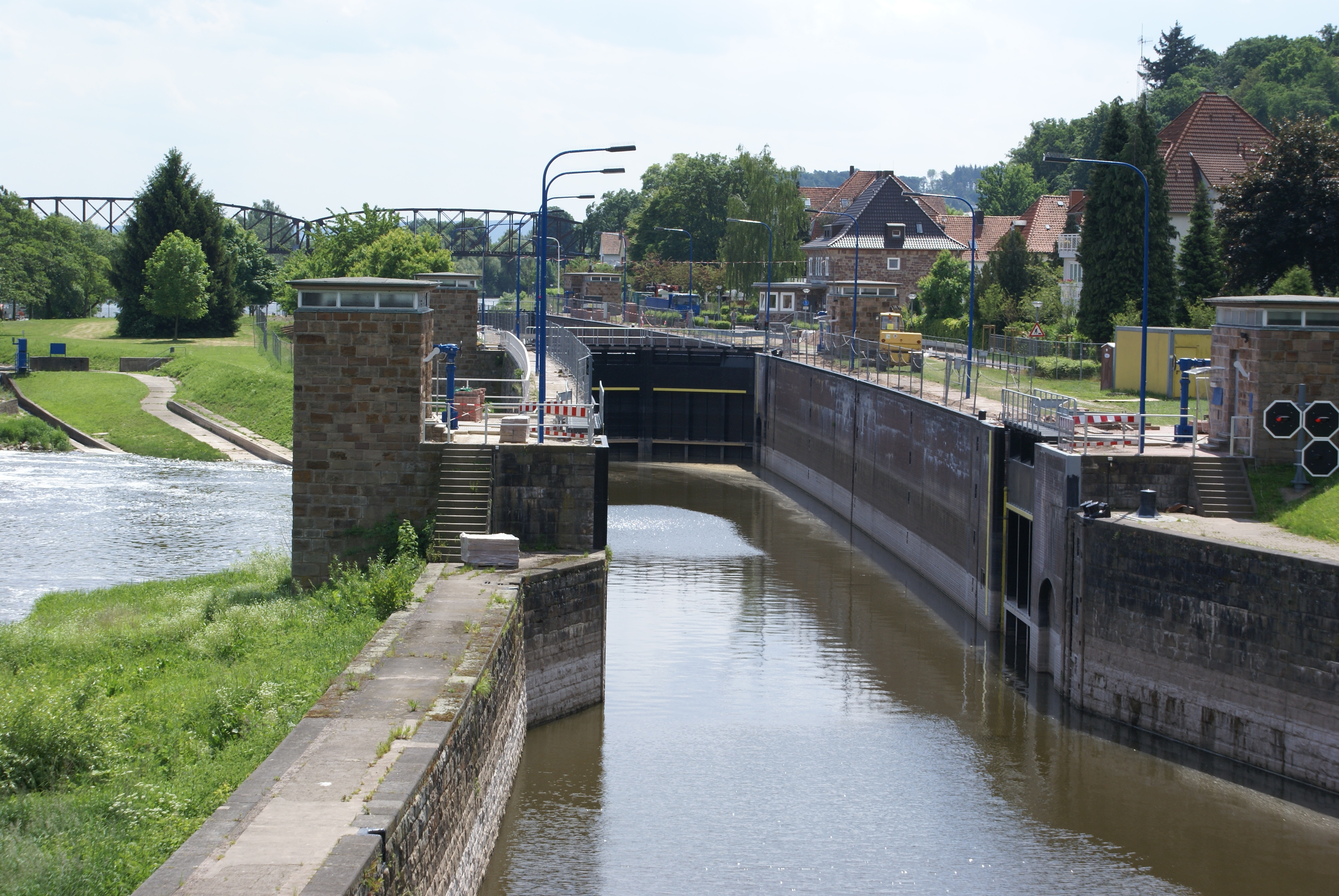
Schleppzugschleuse Hameln mit geschlossenem Mittelhaupt

Je nach Fahrtgebiet der Schleppzüge hatten die Schleusen angepasste Längen und Breiten, da sich die Schleppzüge anhand der Anzahl angehängter Kähne und der Kahntypen des Reviers unterschieden. Im Optimalfall war die Schleuse so lang wie die Summe der Schiffslängen eines üblichen Schleppzugs, damit dieser komplett und in der richtigen Reihenfolge in der Kammer Platz fand. Dies trifft zwangsläufig auf eine Grenze, da man Schleusen nicht beliebig lang bauen kann.
Um Platz zu sparen, wurden die Schleppkähne in der Kammer leicht diagonal schräg nebeneinander gelegt. Diese Anordnung kann unterstützt werden, indem die Kammer eine größere Breite als der Tordurchlass aufweist und die beiden Häupter gegenseitig versetzt angeordnet sind. Die Kammerwände haben dabei eine Rautenform und bilden an den Enden einen 'halben' Trichter. Dadurch bleibt die Fahrtfolge der Schiffe auch nach der Schleusung erhalten. Viele Schleusen zwischen Elbe und Oder sind derartig gebaut, so hat zum Beispiel die Saaleschleuse Bernburg bei 12 Meter Torbreite eine Kammerbreite von 20 Meter.
Eine weitere Lösung sind Doppelschleusen, um den Schleppzug auf zwei Kammern aufteilen zu können. Bei sehr langen Schleppzugschleusen errichtete man bisweilen Mittelhäupter, um die Kammer in Teilen zu betreiben und dadurch Zeit und Wasser bei der Schleusung kürzerer Einheiten zu sparen.

## Schleppzugschleusen an deutschen Flüssen und Kanälen
Für die Schleppschifffahrt auf Rhein und Elbe gab es keine Behinderungen durch Querbauwerke und Schleusen. Der Ausbau des Neckars wurde mit 'normalen' Schleusen gestartet und der Bau der Staustufen an der Mosel erfolgte erst in der zweiten Hälfte des 20. Jahrhunderts.
Die Staustufen am Unterlauf des Mains sollte den Schleppschiffen den Zugang vom Rhein ermöglichen. Dazu wurden die vorhandenen vier Schleusen auf 350 Meter verlängert. Sie hatten bei einer Torbreite von 12 Metern eine Kammerbreite von 15 Meter, um Schleppkähne nebeneinander legen zu können. Beim weiteren Ausbau des Mains in den 1930er Jahren versah man die weiteren Staustufen mit 300 Meter langen Schleusenkammern.
Die Weser erhielt am Weserwehr bei Hemelingen ebenfalls eine Schleppzugschleuse von 350 Meter Länge und 12 Meter Breite. Beim weiteren Ausbau der Weser als Großschifffahrtsweg wurden weitere Schleppzugschleusen mit 225 Meter Länge in Dörverden und Hameln angelegt. Auch am Nebenfluss Aller bestand Schleppschifffahrt mit Schleusen von rund 160 Meter Länge.
An der Donau erfolgte in den 1920er Jahren der Bau der ersten Schleppzugschleuse als Doppelschleuse Kachlet. Die beiden Kammer haben 230 Meter Länge und eine Nutzbreite von 24 Meter, wodurch ein Schleppzug mit vier Schleppkähnen geschleust werden konnte. Beim weiteren Ausbau der Donau in den 1990er Jahren wurden diese Abmessungen beibehalten, da die Fahrt mit Schubverbänden weiter zugenommen hatte.
Der in den 1890er Jahren gebaute Dortmund-Ems-Kanal beruht im nördlichen Teil auf der Kanalisierung der Ems. Die ursprünglich nur für einen DEK-Normalkahn gebauten Schleusen waren aber zu kurz für die Schleppschifffahrt, sodass viele der Schleusen bis zum Beginn des 1. Weltkriegs um Schleppzugschleusen von 165 Meter Länge ergänzt wurden. Entsprechend dem Bemessungsschiff betrugen die Schleusenbreiten 10 Meter. Die gleiche Kammerlänge wurde auch beim Bau des Rhein-Herne-Kanals verwendet, sodass die Schleppzüge mit zwei Kähnen durchgehend von der Ems bis an den Rhein verkehren konnten.
Der später gebaute Mittellandkanal war für Schleppzüge mit sechs DEK-Schleppkähnen ausgelegt. Aus diesem Grund wurden die zwei Schleusen in Hannover und Wolfsburg als Doppelschleusen mit jeweils 225 Meter langen Kammern ausgeführt. Um den Anschluss an das Ruhrgebiet zu gewährleisten, ergänzte man die Schleuse Münster um eine dritte Kammer mit dieser Länge, sodass darin ebenfalls ein Schlepper mit drei Kähnen Platz fand. Zwei solcher Schleppzugschleusen liegen auch im Elbe-Havel-Kanal als Fortsetzung des Mittellandkanals östlich der Elbe. Die Schleusen beider Kanäle wurden schon mit 12 Meter breiten Kammern gebaut.
Der 1930 eröffnete Wesel-Datteln-Kanal war als Entlastung des Rhein-Herne-Kanals geplant und sollte ursprünglich die gleichen Schleusenabmessungen erhalten. Jedoch hatten sich die 165 Meter langen Kammern als zu knapp erwiesen. Daher wählte man die bewährten Abmessungen der Mittellandkanalschleusen mit 225 m Länge.

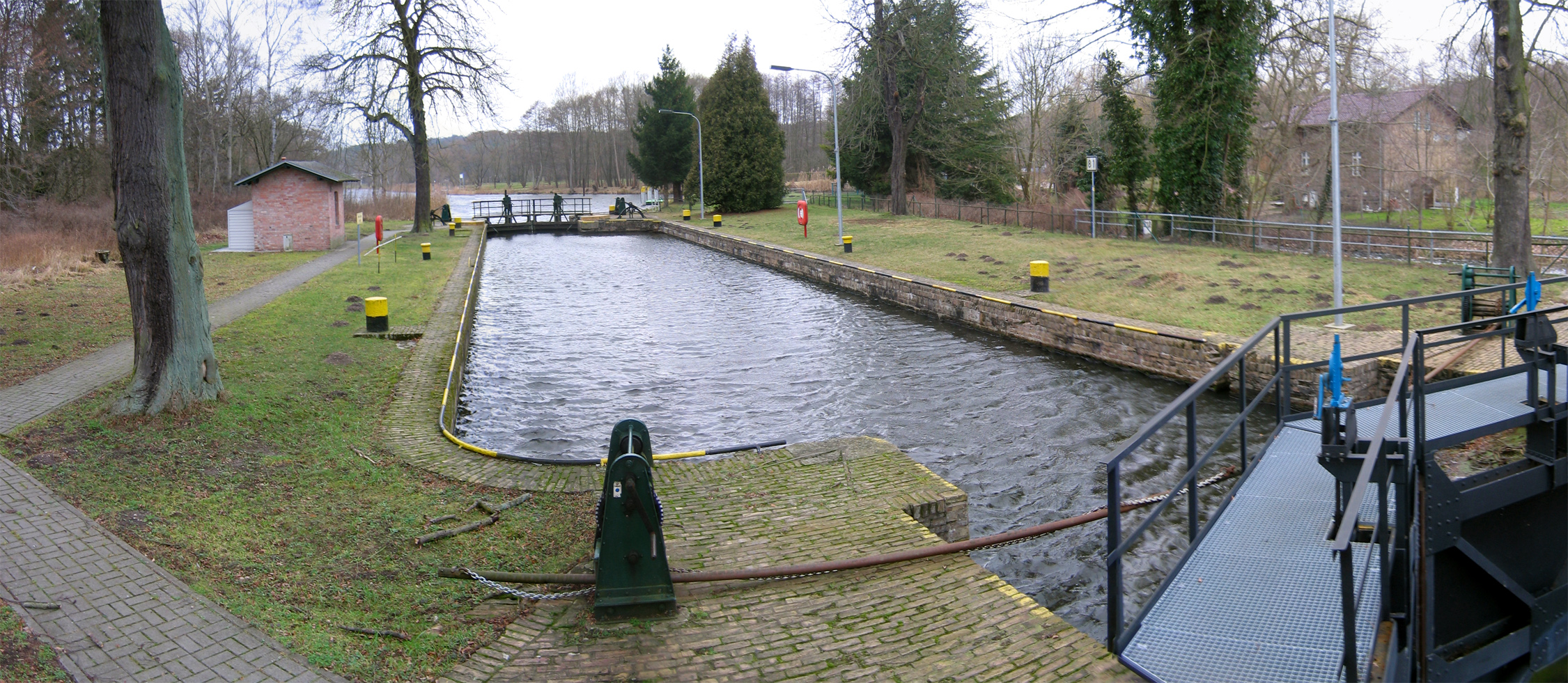
Schleppzugschleuse für Finowmaßkähne im Finowkanal

Der Ausbau der Märkischen Wasserstraßen zwischen Elbe und Oder basiert auf den Maßkähnen nach Plauer Maß und dem kleineren Finowmaß. Die Schleppkähne hatten die Abmessungen von ungefähr 65 × 8 Meter bzw. 40 × 4,6 Meter. Kleine Schleusen bis 50 Meter Kammerlänge wie beispielsweise die Ragöser Schleppzugschleuse konnten bei Kammerbreiten bis 10 Meter zwei Finowkähne nebeneinander aufnehmen. Mit zunehmender Verbreitung des Plauer Kahns mussten die Kammergrößen angepasst werden. Die Schleuse Brandenburg bekam zunächst eine Kammer mit 67 Meter Länge und 16,6 Meter Breite, sodass zwei Plauer-Kähne nebeneinander liegen konnten. 1909 wurde dort eine 220 Meter lange Schleppzugschleuse hinzugebaut, deren Kammerbreite 17,5 Meter beträgt. So war es in nur einem Schleusungsvorgang möglich, einen kompletten Schleppzug, bestehend aus Schleppdampfer und sechs Großplauer-Maßkähnen, zu schleusen. Wie bei den anderen Schleusen waren die Torbreiten kleiner und gegeneinander versetzt. Im weiteren Verlauf der Havel mit der Unteren Havel-Wasserstraße erhielten die Schleppzugschleusen bis zu 23 Meter breite Kammern mit 220 Meter Länge.
An der Saale sind ebenfalls Schleppzugschleusen zu finden, die in den 1930er Jahren gebaut worden sind. Bei einer Nutzlänge von 103 Meter konnten sie bei 20 Meter Breite insgesamt bis zu sechs Kähne bei einer Schleusung durchsetzen.

## Schleppzugschleusen heute

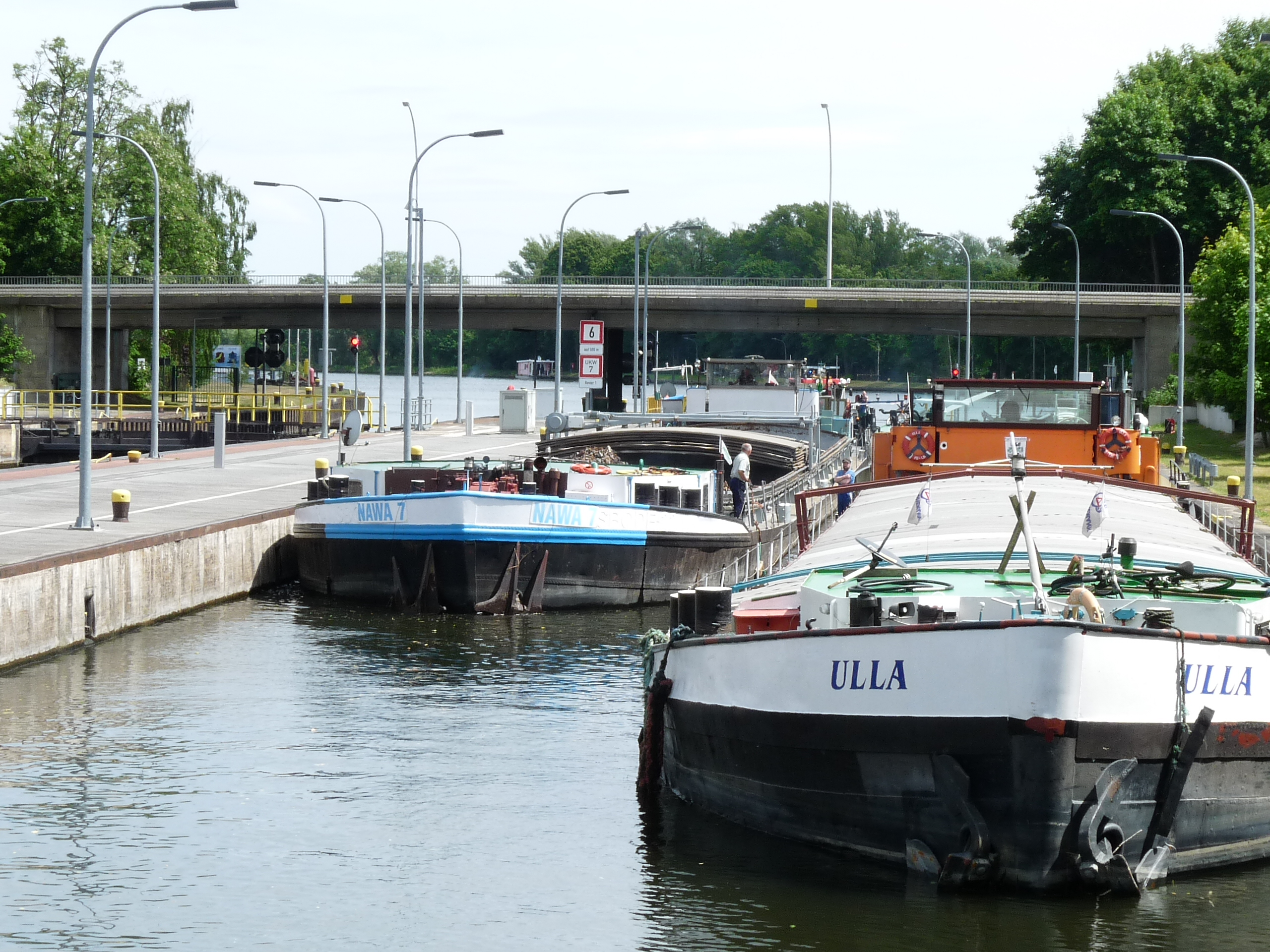
Breite Schleuse für zwei Schiffe nebeneinander in Brandenburg

Mit dem Ausbau der Binnenschifffahrtswege zu Großschifffahrtswegen kam für große Schleusen der Begriff Großschifffahrtsschleuse in Gebrauch. Die 'alten' Schleppzugschleusen mit Torbreiten von 12 Meter können dadurch heute noch von den modernen Großmotorgüterschiffe (GMS) und Schubverbänden von 11,40 Meter Breite passiert werden. Die Schleusenneubauten erhalten aktuell Kammerbreiten von 12,50 Meter, um seitlich einen größeren Freiraum zu geben.
Für die Befahrung mit langen Verbänden im 2er-Verband hintereinander sind Schleusenkammerlängen zwischen 175 und 190 Meter erforderlich, wie sie beispielsweise am Main-Donau-Kanal oder beim Moselausbau einschließlich der Saar errichtet wurden. Zum Ende des 20. Jahrhunderts bekamen die neuen Schleusen am Rhein-Herne-Kanal diese Abmessungen. Als weitere Standardlänge ist eine Kammerlänge von 225 Meter in Deutschland in Gebrauch, wodurch zwei Großmotorgüterschiffe gleichzeitig geschleust werden können. Beispiele finden sich am Mittellandkanal mit dem Stichkanal Salzgitter sowie bei der Planung zum Neubau der Schleuse Lüneburg.
Beim Mainausbau in den 1950er Jahren kamen noch längere Schleusen zur Ausführung. Dies erfolgte auf Basis der schon vorhandenen Schleusen, sodass bis nach Bamberg durchgängig die Schleusenkammerlängen 300 Meter betragen.
Die längste Schleuse in den westdeutschen Kanäle ist die in den 1950er Jahren erbaute Ruhrschleuse Duisburg mit 350 Meter Länge und 13 Meter Breite. Um bei geringem Verkehr Zeit und Wasser zu sparen, war die Schleuse mit einem Mittelhaupt ausgestattet, das in den 1980er Jahren entfernt wurde.
Die größten Schleusen am Oberrhein haben Kammern von 270 Metern Nutzlänge und 24 Metern Breite. Dadurch passen zwei moderne Transporteinheiten nebeneinander hinein, sodass maximal ein 6er-Schubverband in zweispurig-dreigliedriger Anordnung gefahren werden könnte.
Die zehn Meter breiten Schleppzugschleusen am Dortmund-Ems-Kanal werden nicht vergrößert, da sie für zwei Europaschiffe von 9,5 Meter ausreichend sind. Der Kanal wird aber ertüchtigt mit zusätzlichen Schleusen von 140 Meter Länge für die übergroßen Großmotorgüterschiffe. Ebenfalls für diese Schiffsklasse wird jeweils eine der Doppelschleusen am Neckar entsprechend verlängert.